# 真哲什豪拉斯
真哲什豪拉斯，是匈牙利赫维什州所辖的一个村。总面积27.13平方公里，总人口2553，人口密度94.1人/平方公里（2011年1月1日）。